# Гилигаммы
Гилигаммы (др.-греч. Γιλιγάμμαι, лат. Giligammae) — название, данное античными авторами одному из кочевых древнеливийских племён, известны античному миру со средины 1-го тыс. до н. э. по начало 1-го тыс. н. э. Обитали в областях на северо-востоке Древней Ливии (к западу по средиземноморскому побережью от Древнего Египта за племенем адирмахидов):644.
В конце римского периода этноним «гилигаммы» не встречается в известных источниках. Ряд исследователей считает потомками их племени современных берберов (в частности туарегов).

## Область расселения
В Мармарике они расселялись в западной её части, по побережью от Ливийского нома до Киренаики, точнее до маленького островка Афродисиада:169. Площадь проживания (кочевания) — около 25 000 кв. км.
Границы расселения и соседи:
- на севере: ограничивались Ливийским морем (у других авторов Египетским морем).
- на юге: с насамонами
- на северо-западе: в прибрежной зоне с племенем асбистов.
- на востоке: с адирмахидами.

## История
Хотя с 3-го тыс. до н. э. ливийцы и осуществляли экспансию в долину реки Нил на территорию Древнего Египта, но ко временам упоминаний о гилигаммах, египтяне сами расширили влияние в их земли. Попав под власть Египта, они соответственно меняли хозяев, когда Египет завоёвывался персами, македонянами или римлянами.
Побережье гилигаммов часто посещалось греками-ферейцами, основавшими несколько колоний в их землях, которые оказывали влияние на культуру местных племён — поселение на острове Платея, гавань Менелая, город в местности Азирида — Палинур. Укрепившись на северо-западе от гилигаммов, в VII-VI вв. до н. э., греки создали сильное государство с центром в городе Кирена, которое вело активную экспансию в регионе, периодически конфликтуя с Египтом и местными племенами.

## Верования и обычаи
Верования гилигаммов были традиционными, но на них оказывала сильное влияние религия соседнего крупного культурного региона — Египта. Имело место взаимопроникновение культур с пришлыми колонистами — греками-ферейцами, а позднее греками Киренаики. Вероятно, также, влияние мог оказывать, расположенный к юго-востоку от обитания гилигаммов, знаменитый религиозный центр античности — храм с оракулом Амона (оазис Аммоний). Некоторые упоминания об обычаях и нравах гилигаммов есть у Геродота::169, 186, 190
- «Обычаи гилигамов подобны обычаям других [ливийских] племён».
- «Питаются они мясом и пьют молоко. Коровьего мяса они, впрочем, не едят по той же самой причине, как и египтяне. Свиней они тоже не разводят.» (про всех ливийцев)
- «Погребальные [обычаи] у кочевников (кроме насамонов) такие же, как у эллинов.» (про всех ливийцев)

## Хозяйственная деятельность
Гилигаммы занимались скотоводством (но не употребляли говядину и не разводили свиней):186, с древнейших времён остались в хозяйстве элементы охоты и собирательства (сбор фиников), также, вероятно, они участвовали в заготовке и экспортной торговле важнейшим продуктом региона — сильфием (до I в., когда это растение исчезло).